# سیارک ۵۸۷۸
سیارک ۵۸۷۸ (به انگلیسی: 5878 Charlene، نامگذاری:1991CC1) پنج هزار و هشتصد و هفتاد و هشتمین سیارک کشف شده‌است که در ۱۴ فوریه ۱۹۹۱ کشف شد.
قدر مطلق سیارک برابر ۱۲٫۸۰ است.